# D'Vauntes Smith-Rivera
Pour les articles homonymes, voir Smith et Rivera.
D'Vauntes Smith-Rivera, né le 20 décembre 1992 à Indianapolis, Indiana, est un joueur américain de basket-ball. Il évolue au poste d'arrière.

## Biographie

### Carrière universitaire
Il passe ses quatre années universitaires à l'université de Georgetown où il joue pour les Hoyas entre 2012 et 2016.

### Carrière professionnelle
Le 23 juin 2016, lors de la draft 2016 de la NBA, automatiquement éligible, il n'est pas sélectionné.
Le 14 septembre 2016, il signe avec les Bulls de Chicago pour participer au camp d'entraînement et tenter de faire sa place parmi les quinze joueurs retenus mais est licencié après deux matches de pré-saison.

## Statistiques

### Universitaires
Les statistiques en matchs universitaires de D'Vauntes Smith-Rivera sont les suivantes :
| Saison    | Équipe     | Matchs | Titul. | Min./m | % Tir | % 3pts | % LF | Rbds/m. | Pass/m. | Int/m. | Ctr/m. | Pts/m. |
| --------- | ---------- | ------ | ------ | ------ | ----- | ------ | ---- | ------- | ------- | ------ | ------ | ------ |
| 2012-2013 | Georgetown | 32     | 0      | 25,4   | 40,6  | 33,6   | 71,1 | 2,97    | 1,38    | 0,78   | 0,03   | 8,88   |
| 2013-2014 | Georgetown | 33     | 32     | 35,5   | 44,5  | 39,3   | 87,3 | 4,97    | 2,73    | 1,24   | 0,15   | 17,58  |
| 2014-2015 | Georgetown | 32     | 32     | 34,4   | 42,1  | 38,7   | 86,1 | 4,19    | 3,16    | 1,59   | 0,19   | 16,31  |
| 2015-2016 | Georgetown | 33     | 33     | 35,4   | 41,3  | 33,0   | 81,1 | 3,64    | 4,55    | 1,45   | 0,30   | 16,15  |
| Total     |            | 130    | 97     | 32,7   | 42,3  | 36,2   | 83,0 | 3,95    | 2,96    | 1,27   | 0,17   | 14,76  |

## Palmarès
- First-team All-Big East (2015)
- 2× Second-team All-Big East (2014, 2016)
- Big East All-Rookie Team (2013)